# Bellevalia webbiana
Bellevalia webbiana là một loài thực vật có hoa trong họ Măng tây. Loài này được Parl. mô tả khoa học đầu tiên năm 1854.